# Нова Сири
Но̀ва Сѝри (на италиански: Nova Siri) е градче и община в Южна Италия, провинция Матера, регион Базиликата. Разположено е на 355 m надморска височина. Населението на общината е 6655 души (към 2012 г.).